# إدوارد بيرسي موران
إدوارد بيرسي موران (بالإنجليزية: Edward Percy Moran)‏ هو رسام وفنان أمريكي، ولد في 1862 في فيلادلفيا في الولايات المتحدة، وتوفي في 1935 في ذا برونكس في الولايات المتحدة.